# Gajowskie (rejon złoczowski)
Gajowskie (ukr.  Гаївське) – wieś na Ukrainie w rejonie złoczowskim obwodu lwowskiego.
Do 19 lipca 2020 r. w rejonie buskim. 